# Erigorgus anthracinus
Erigorgus anthracinus är en stekelart som beskrevs av Dasch 1984. Erigorgus anthracinus ingår i släktet Erigorgus och familjen brokparasitsteklar. Inga underarter finns listade i Catalogue of Life.